# V435 Близнецов
V435 Близнецов (лат. V435 Geminorum) — двойная затменная переменная звезда типа W Большой Медведицы (EW)* в созвездии Близнецов на расстоянии приблизительно 3 180 световых лет (около 975 парсек) от Солнца. Видимая звёздная величина звезды — от +14,65m до +14,2m. Орбитальный период — около 0,3365 суток (8,076 часа).
Открыта Робертом Коффом и Й. Ширмером в 2007 году*.

## Характеристики
Первый компонент — жёлтый карлик спектрального класса G. Радиус — около 1,39 солнечного, светимость — около 1,277 солнечной. Эффективная температура — около 5203 К.
Второй компонент — жёлтый карлик спектрального класса G.